# سينابتك (برنامج)
مدير الحزم سينابتك (بالإنجليزية: Synaptic Package Manager)‏ هو واجهة رسومية لأبت-جت لأنظمة إدارة حزم دبيان. سينابتك يُستعمل بالاخص على الأنظمة التي تعتمد على حزم ديب, لكن من الممكن استعماله على الأنظمة التي تستعمل حزم آر بي إم. يستعمل سينابتك لتثبيت وحذف وتحديث حزم البرمجيات ولإضافة مستودعات البرمجيات.

## مزايا
- تنزيل، حذف، وتحديث الحزم.
- ترقية النظام.
- البحث عن حزمة.
- إضافة مستودعات الحزم.
- ايجاد الحزم حسب الاسم، الوصف....
- تحديد الحزم حسب الحالة، القسم، أو تصفية مخصصة.
- ترتيب الحزم حسب، الحالة، الحجم أو الإصدار.
- تصفح الوصائق المتوفرة عن الحزمة عبر الإنترنت.
- ابقاء الحزمة على اصدارها الحالي (عدم تحديث الحزمة)
- تراجع/إعادة عن تحديد الحزم.
- الحصول على صور تخص الحزمة من screenshots.debian.net

## الاستخدام
مدير حزم، يمكنك من إدارة الحزم من، تنصيب، ترقية، وازالة الحزم، عن طريق واجهة رسومية. لتثبيت حزمة يجب على المستخدم البحث عن الحزمة وتعليمها من اجل تثبيتها، لكن لا يتم تطبيق التغيرات فورا، بل يجب على المستخدم بعد أن ينتهي من تحديد حزمة أو مجموعة حزمة ان يضغط على زر تطبيق ليقوم البرنامج بعمله.
يقوم المستخدم بتحديد حزمة أو مجموعة حزم ليقوم البرنامج بتثبيتها، حذفها أو لترقيتها، حيث سيثبت حزم ويحذف حزم ويرقي حزم أخرى حسب ما طلب منه المستخدم ثم يقوم بالضغط على زر تطبيق aply ليقوم تنفيذ طلب المستخدم.

## تاريخ
تم تطوير سينابتيك من خلال كونيكتيفا, طلب منه ذلك ألفريدو كوجيما. بعد ذلك قامو بتوظيفه لكتابة واجهة رسومية لابت.

## كينابتك
كينابتك (بالإنجليزية: Kynaptic)‏ هو واجهة رسومية لأبت جت لبيئة كدي مبنية على نفس الشيفرة المصدرية الخاصة بسينابتك.